# Ackroyd & Harvey
Ackroyd & Harvey kallar sig två brittiska konstnärer som arbetar ihop. Deras fullständiga namn är Heather Ackroyd och Dan Harvey. Båda två är kända för sina gräsbevuxna byggnader och "gräsfotografier".